# Guichainville
Guichainville è un comune francese di 2 580 abitanti situato nel dipartimento dell'Eure nella regione della Normandia.

## Società

### Evoluzione demografica
Abitanti censiti